# Bergen an der Dumme
Bergen an der Dumme (polabisch Djörska) ist ein Flecken der Samtgemeinde Lüchow (Wendland) im Landkreis Lüchow-Dannenberg, Niedersachsen.

## Geografie

### Geografische Lage
Bergen an der Dumme liegt im Südwestteil des Wendlands. Es befindet sich südlich des Drawehn am Südrand des Naturparks Wendland.Elbe und wird von einem Abschnitt der Wustrower Dumme durchflossen, einem westlichen Zufluss der Jeetzel.

### Fleckengliederung
Der Flecken Bergen an der Dumme besteht aus folgenden Ortsteilen:
1. Banzau
2. Belau
3. Bergen an der Dumme
4. Jiggel
5. Malsleben
6. Nienbergen, bis 16. März 1936 Niendorf bei Bergen[2]
7. Spithal
8. Wöhningen

Ungefähr 80 % der Bevölkerung leben im Kernort Bergen.

## Geschichte
Bergen an der Dumme wurde im Jahr 1203 in einem Lehnsvertrag zwischen den Söhnen Heinrichs des Löwen erstmals urkundlich erwähnt.

Namensgebend für die Ortschaft war der Fluss Wustrower Dumme, auch nur Dumme genannt, der sie auf der östlichen Ortsseite durchfließt. Der Flussname bedeutet so viel wie Eichenbach, da sich Dumme auf das alt-slawische Wort dabu für Eiche zurückführen lässt. Der polabische Name für Bergen ist Tjörska (geschrieben als Tÿörska in älteren deutschen Quellen), wahrscheinlich von tjöra (< slawisch *goră) ‘Berg’.

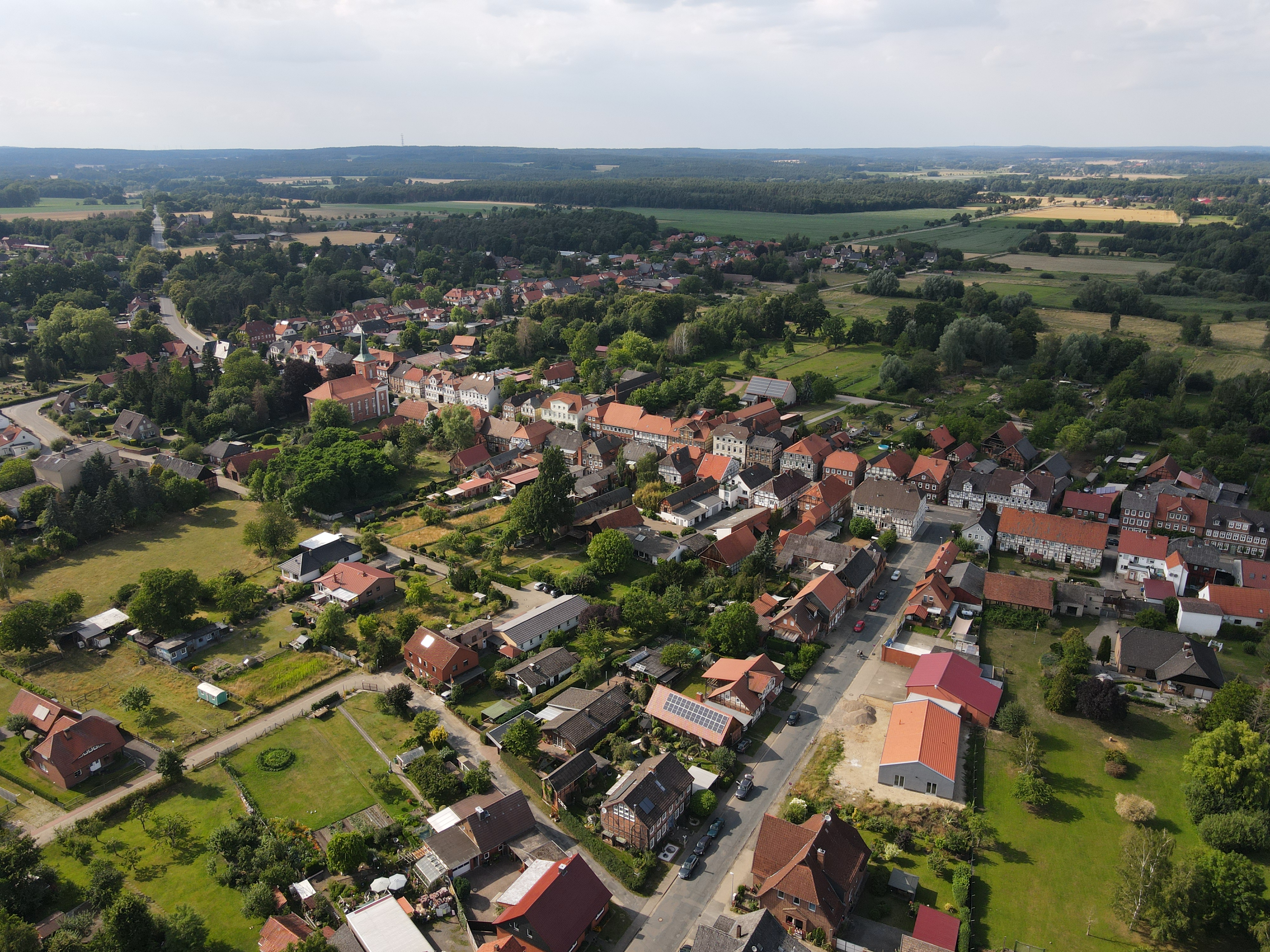
Bergen, von Südosten im Sommer 2020

Auf Grund seiner Lage an der Handels- und Heerstraße zwischen Leipzig und Hamburg war Bergen viele Jahrhunderte lang ein aufstrebender Grenz- und Zollort – anfangs zwischen Braunschweig-Lüneburg und Brandenburg, später dann zwischen Hannover und Preußen. Bergen an der Dumme hatte durch diese Entwicklung schon bald eine bedeutende regionale Stellung erlangt und wurde in der sogenannten Franzosenzeit zu einem Kanton ernannt und damit Verwaltungssitz für zahlreiche umliegenden Dörfer und Gemeinden, zu dem auch Suhlendorf im heutigen Landkreis Uelzen gehörte. Nach der Annexion Hannovers durch Preußen und seiner Eingliederung als Provinz verlor Bergen die Bedeutung als Zollort zur benachbarten Provinz Sachsen. Durch die Teilung Deutschlands nach dem Zweiten Weltkrieg wurde Bergen wieder Grenzort zwischen Westdeutschland und der DDR und liegt nach der Wiedervereinigung schließlich direkt an der Grenze zu Sachsen-Anhalt.
Einen wirtschaftlichen Aufschwung erlebte der von der Landwirtschaft geprägte Ort im 18. Jahrhundert, als der Handel mit Leinenwaren aus dem südlichen Wendland eine Blütezeit hatte.
Im Juni 2003 feierte der Ort mit einer Festwoche sein 800-jähriges Bestehen.

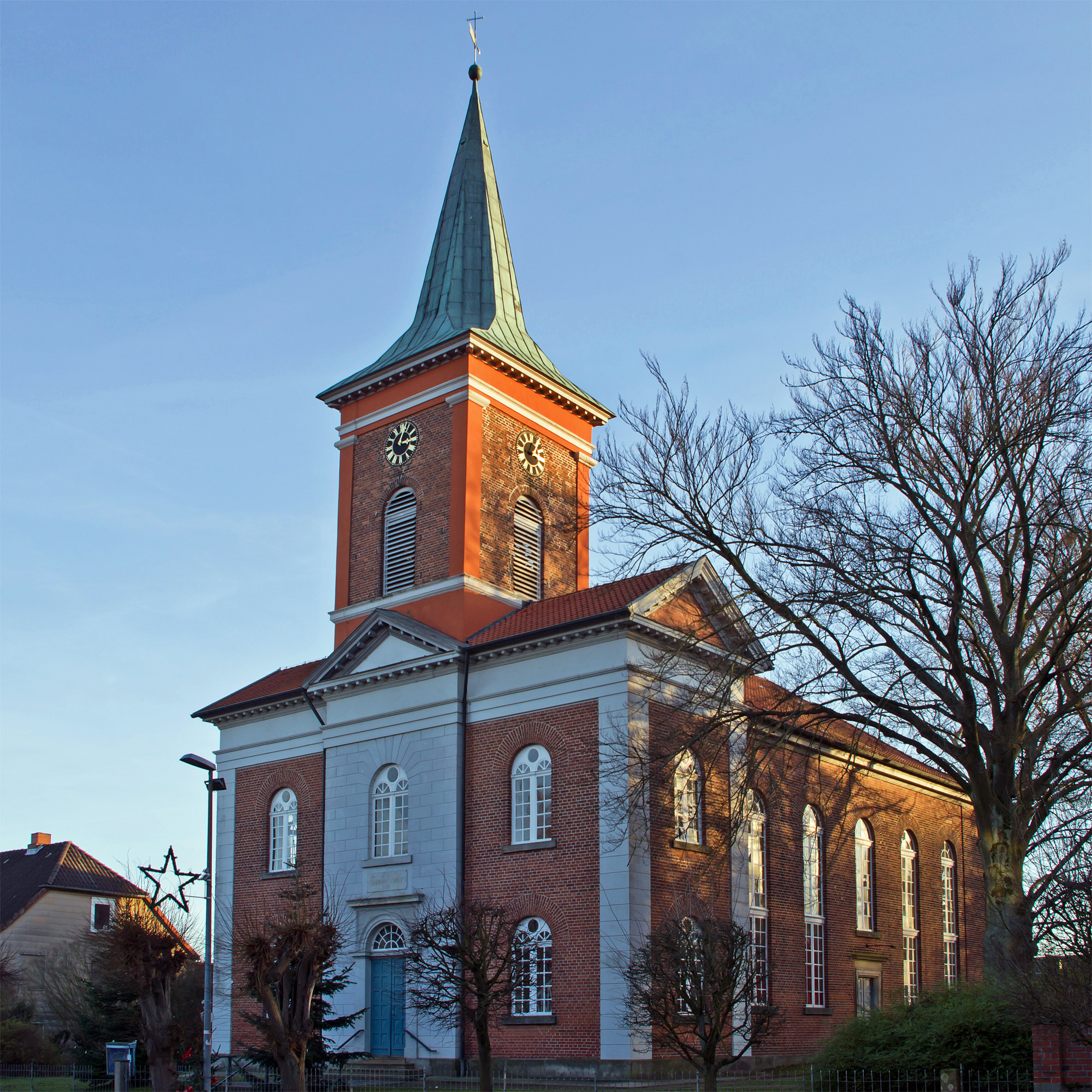
Pauluskirche Bergen an der Dumme

Am 26. November 2003 wurde der Ortsname von Bergen (Dumme) in Bergen an der Dumme geändert.

## Eingemeindungen
Am 1. Juli 1972 wurden die Gemeinden Banzau, Belau, Jiggel, Malsleben, Nienbergen, Spithal und Wöhningen eingegliedert.

## Religion
Bergen ist eine evangelisch geprägte Gemeinde. Neben der evangelisch-lutherischen Pauluskirchengemeinde ist im Ortsteil Belau auch die Evangelische Lukas-Communität, eine klösterliche Gemeinschaft, ansässig. Die Kirchengemeinde hat inzwischen keinen eigenen Pastor mehr und ist mit der Kirchengemeinde Schnega pfarramtlich verbunden.

## Politik
Der Flecken Bergen an der Dumme gehört zum Landtagswahlkreis 48 Elbe und zum Bundestagswahlkreis 38 Lüchow-Dannenberg – Lüneburg.

### Rat
Der Rat des Fleckens Bergen an der Dumme setzt sich aus elf Mitgliedern zusammen. Die Ratsmitglieder werden durch eine Kommunalwahl für jeweils fünf Jahre gewählt.

Bei der Kommunalwahl 2021 ergab sich folgende Sitzverteilung:
| Rat 2021Insgesamt 11 Sitze - Grüne: 1 - Unabh.: 1 - FLB: 7 - CDU: 2 |

Vorherige Sitzverteilungen:
| Wahljahr | SPD | CDU | UWG | Gesamt   |
| 2016     | 6   | 4   | 1   | 11 Sitze |

### Bürgermeister

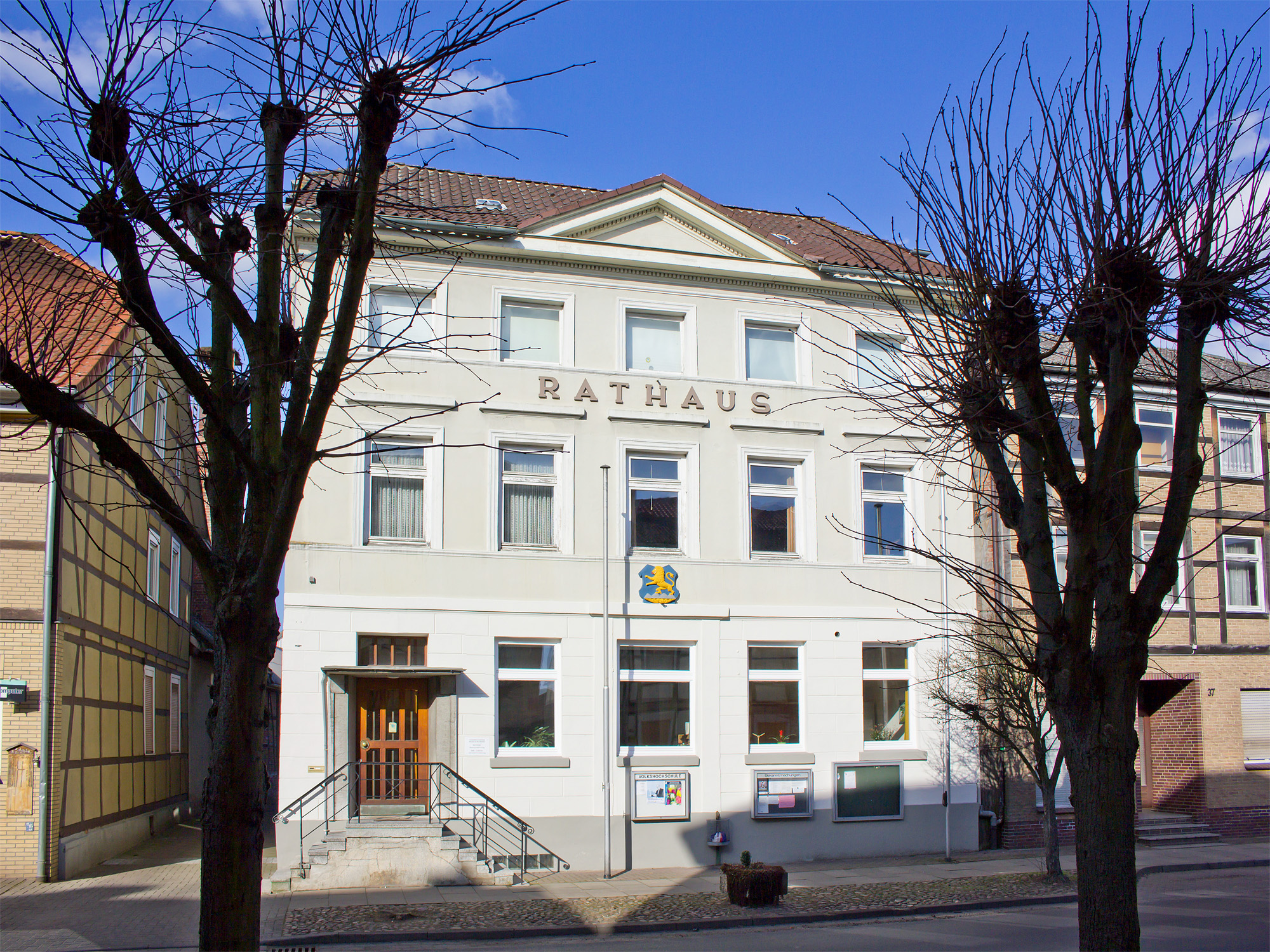
Ehemaliges Rathaus (bis 2020)

Ehrenamtliche Bürgermeisterin ist die parteilose Heidemarie Schulz.

## Kultur und Sehenswürdigkeiten

### Bauwerke

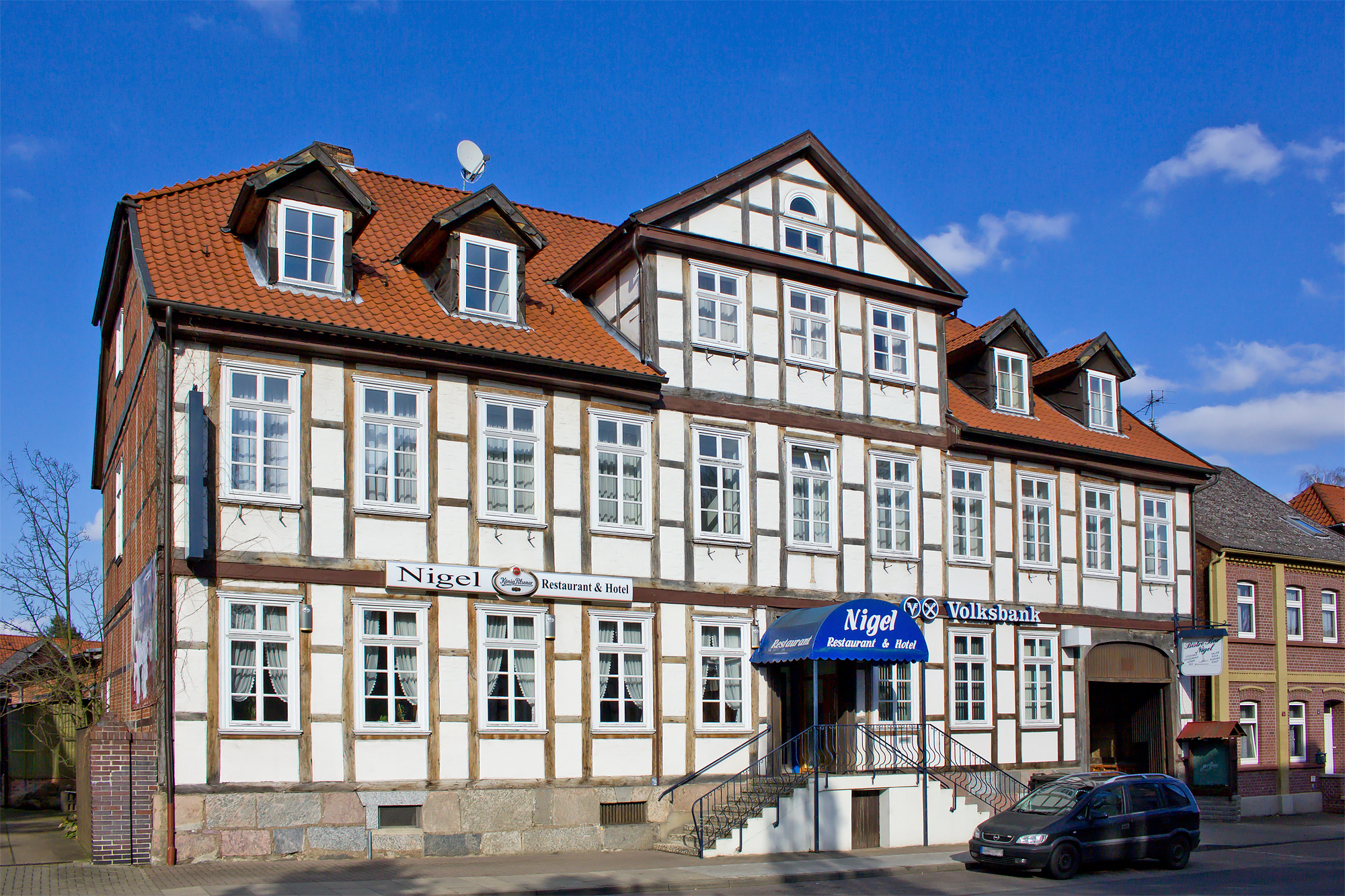
Hotel in der Breiten Straße

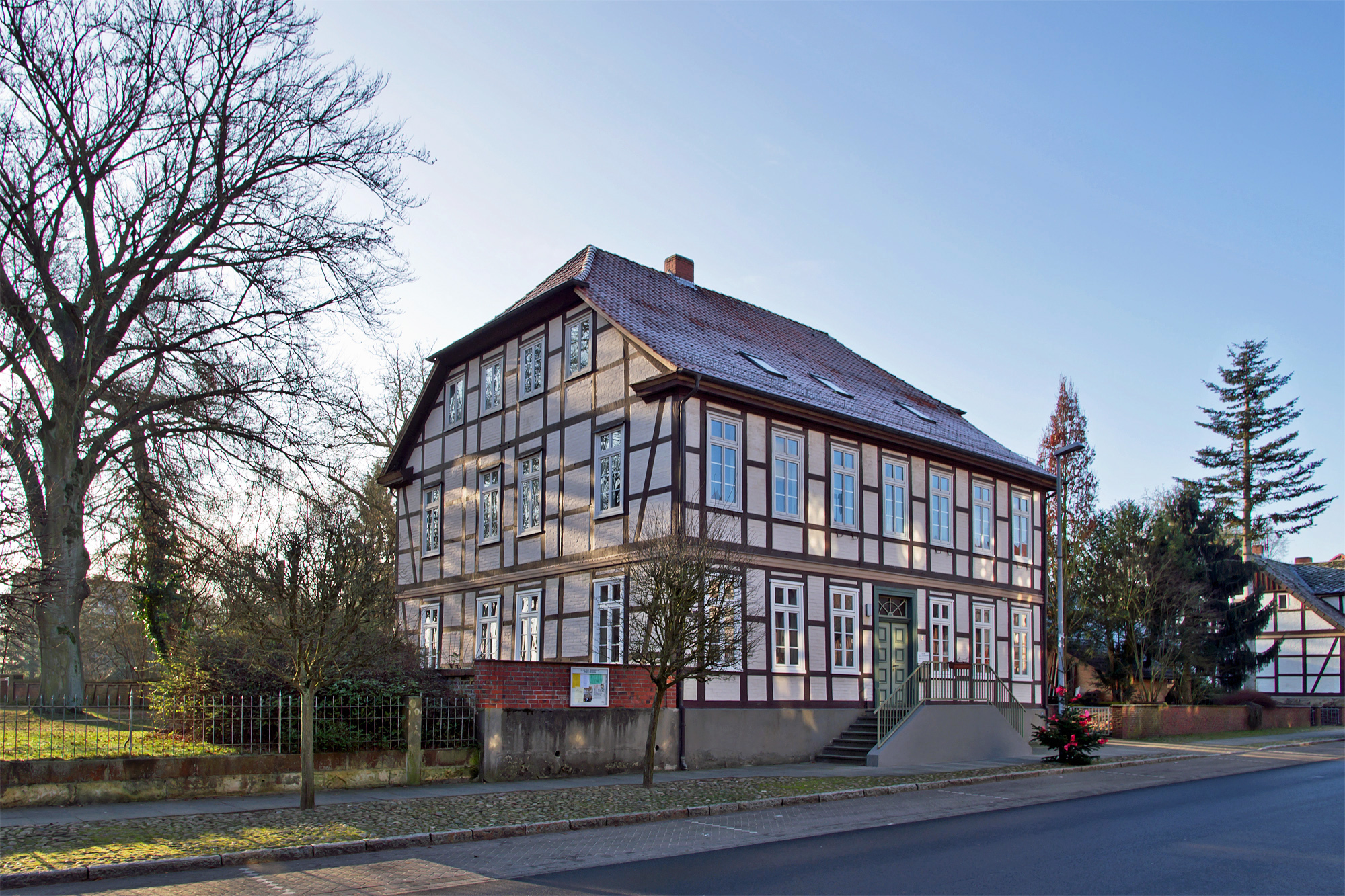
Pfarramt in der Breiten Straße

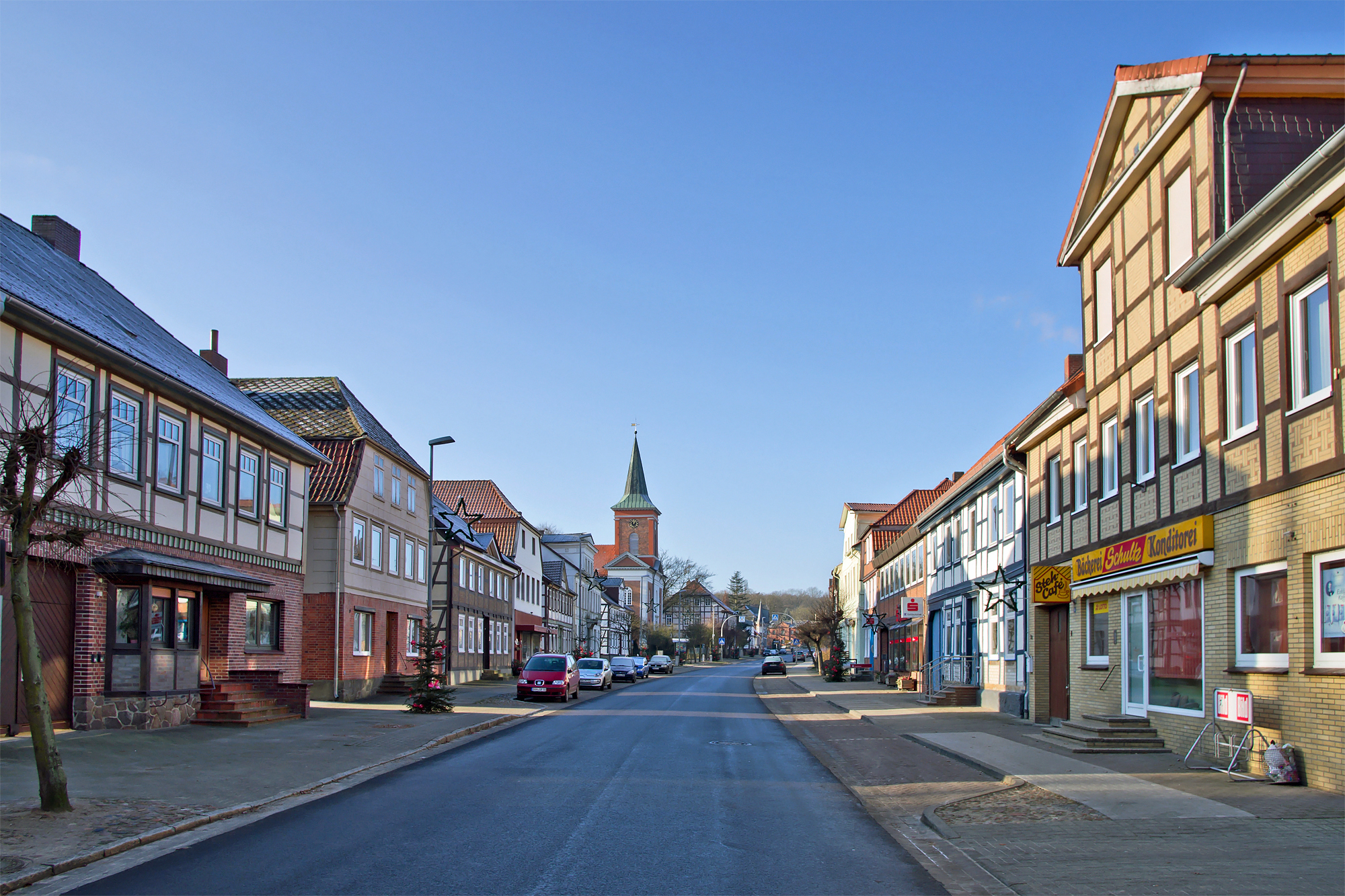
Breite Straße; Blick westwärts mit der Kirche im Hintergrund

Der Kernort Bergen bestand noch im 19. Jahrhundert nur aus einer zweizeiligen Reihensiedlung. Ein Brand am 2. Mai 1840 legte den größten Teil des Ortes in Schutt und Asche. Beim Wiederaufbau der heutigen Breiten Straße (siehe separaten Artikel) wurde die Bebauung etwas ausgedünnt und ein Teil der Anwohner an der Neuen Straße Richtung Jiggel neu angesiedelt. An den Ausfallstraßen erfolgten im ausgehenden 19. und frühen 20. Jahrhundert weitere Nachsiedlungen. Die Bahnhofstraße kam hinzu, als Bergen im Jahr 1873 einen inzwischen nicht mehr existenten Bahnanschluss erhielt.
Der Wiederaufbau ab 1840 wurde durch großzügige zweigeschossige Wohnhäuser geprägt. Die traufständigen, meist in Ziegelfachwerk errichteten Gebäude erhielten straßenseitig oft Putzfassaden. Rückwärtig waren diese Ackerbürgerstellen mit landwirtschaftlichen Nebengebäuden versehen. Dazwischen existierten außerdem Gewerbebetriebe (Brauerei, Brennerei, Leineweberei). Im Osten des Fleckens haben einige Gebäude den großen Brand überstanden und vermitteln einen Eindruck vom früheren Ortsbild. Der wirtschaftliche Niedergang dieser Region seit Ausgang des 19. Jahrhunderts hat zu einer weitgehenden Konservierung der damaligen Baustruktur des Ortes geführt. Das spätklassizistisch geprägte Ortsbild gilt daher auch als das besterhaltene im Kreisgebiet von Lüchow-Dannenberg.
In der Liste der Baudenkmale in Bergen an der Dumme werden alle Baudenkmale der Gemeinde aufgeführt und teilweise im Bild gezeigt. In der Liste der Bodendenkmale in Bergen an der Dumme sind die Bodendenkmale aufgeführt.

### Sport
Bergen besitzt mit dem Tannenbad ein beheiztes Freibad, das über ein Beachvolleyballfeld verfügt. Vereinssport kann in Bergen unter anderem im Sportverein SV Germania Bergen, bei der DLRG-Ortsgruppe, im örtlichen Angelsportverein und in der Schützengilde betrieben werden. Außerdem gibt es einen Reit- und Ferienhof.
Der SV Germania Bergen bietet nun an der Tennisanlage viele Möglichkeiten sich sportlich zu betätigen.

### Regelmäßige Veranstaltungen
Alle zwei Jahre im März findet die Gewerbeschau der Interessengemeinschaft Handel, Handwerk und Gewerbe in Bergen an der Dumme statt.
Jährlich wird auf dem Ziegenberg (Osterberg) an den drei Tagen über Ostern das traditionelle Osterfest gefeiert. Höhepunkt ist das Anzünden des Osterfeuers am Ostersonntag im Kreise der Gemeinde/n.
Ebenfalls findet jedes Jahr in der 28. Kalenderwoche das Schützenfest der Schützengilde Bergen statt.
Beginn ist am Freitag mit dem Zapfenstreich und endet am Sonntag, wo auch der große Festumzug mit vielen Gastvereinen ausgetragen wird. Hauptplatz ist der ehemalige Sportplatz am Freibad.
Im letzten Wochenende im Juli veranstaltet die Bergener Ortsgruppe der DLRG die Badeparty mit Nachtschwimmen im Freibad.
Am zweiten Adventssonntag gibt es einen Weihnachtsmarkt rund um die Paulus-Kirche.

## Wirtschaft und Infrastruktur

### Öffentliche Einrichtungen
Das Deutsche Rote Kreuz betreibt in Bergen eine Kindertagesstätte, die DRK-Kita Wirbelwind.

### Bildung
Bergen besaß eine Grundschule, die im Jahr 2014 ihr 60-jähriges Bestehen feierte. Durch die Errichtung einer neuen, großen Grundschule im benachbarten Clenze wurde die Grundschule in Bergen im Sommer 2016 geschlossen. 

### Verkehr
Bergen liegt an der Bundesstraße 71 an der Landesgrenze zum Altmarkkreis Salzwedel (Sachsen-Anhalt), zwischen Uelzen und Salzwedel. Südlich des Ortes führt die Bahnstrecke Stendal–Uelzen vorbei, bis 1951 bestand der Bahnhof Bergen (Dumme) zwei Kilometer entfernt im sachsen-anhaltischen Klein Grabenstedt. Während der deutschen Teilung war die Strecke unterbrochen, seit 1999 ist sie wiederaufgebaut. Heute sind die nächstgelegenen Bahnhöfe Schnega und Salzwedel.

## Persönlichkeiten
- Wilhelm Schulz (* 1887 in Bergen an der Dumme; † 1947 in Nienbergen), Volksschullehrer und Hamburger Landesschulrat